# Aşağıkanatlı, Kovancılar
Aşağıkanatlı là một xã thuộc huyện Kovancılar, tỉnh Elâzığ, Thổ Nhĩ Kỳ. Dân số thời điểm năm 2011 là 10 người.